# Rhododendron rufescens
Rhododendron rufescens är en ljungväxtart som beskrevs av Adrien René Franchet. Rhododendron rufescens ingår i släktet rododendron, och familjen ljungväxter. Inga underarter finns listade i Catalogue of Life.